# Heinz Schaubach
Heinz Schaubach (né le 26 octobre 1886 à Alzey ; décédé le 5 avril 1970 à Mayence) est un entrepreneur allemand dans le domaine de la porcelaine.

## Biographie
Après avoir fréquenté l'école secondaire et l'école d'arts appliqués de Wiesbaden, dont il sort avec la mention « excellent », il apprend le métier comme modeleur. Il contribue alors à donner une nouvelle impulsion à la poterie paysanne à Finthen.
Quand il revient de la première Guerre mondiale, plus rien ne subsiste des ateliers de poterie à Finthen. Une offre d'emploi par la manufacture de porcelaine (de) de Fraureuth le mène à l'atelier de porcelaine de Wallendorf, près de Lichte et oriente sa carrière dans cette direction. Il grimpe dans la hiérarchie jusqu'à devenir le chef du département artistique dans l'atelier de peinture. En 1926, quand l'atelier fait faillite du fait de la crise économique des années 30, c'est pour toute la compagnie qu'il est devenu chef du département artistique.
Heinz Schaubach rachète alors les ateliers en faillite à Lichte et leur redonne une célébrité sous le titre de Schaubachkunst. En 1940 il agrandit son entreprise qu'il intitule Heinz Schaubach Unterweißbach, du fait de l'achat en 1936 de la manufacture de porcelaine d'Unterweissbach. Il mène les deux ateliers ensemble, avec de bons résultats, et ce malgré les conditions difficiles de la guerre, jusqu'à l'expropriation en 1953 par le gouvernement communiste de la RDA. Schaubach rejoint alors son foyer d'origine près de Mayence.
Les années suivantes, Heinz Schaubach se tourne vers l'histoire de la porcelaine, ainsi que ses artistes et ses modèles. Il devient membre de la Guilde du vin de Mayence (de) et en même temps le premier contributeur de sa chronique. En 1962, il offre la statue du Schoppenstecher-Standbild (de) de Mayence pour le 2000e anniversaire de la ville. Entre autres sujets, il s'intéressa à la vie du sculpteur Johann Peter Melchior, qui s'est aussi illustré sur porcelaine. 
Heinz Schaubach meurt le 5 avril 1970 à l'âge de 84 ans.